# Засижье
Заси́жье — деревня в Смоленской области России, в Ярцевском районе. Расположена в центральной части области в 18 км к юго-востоку от Ярцева, в 8 км к югу от станции Свищёво на железнодорожной ветке Москва — Минск, на правом берегу реки Днепр.
Население — 228 жителей (2007 год). Входит в состав Петровского сельского поселения.

## История
В прошлом деревня входила в состав Дорогобужского уезда Смоленской губернии. Основана как усадьба дворянами Вакселями. В 1778 году сыновьям Свена Вакселя (известного морехода, принявшего командование экспедицией Витуса Беринга после его смерти) был пожалован дворянский титул и земельные владения в Дорогобужском уезде. Сыном Свена Вакселя Василием была построена усадьба на холме на берегу Днепра, которую назвали в честь его имени «Васильевское», впоследствии «Заселье», а с середины XIX века «Засижье». Василием Вакселем были построены усадебный дом с флигелями, дом для челяди, хозпостройки, разбит парк и устроены оранжереи. В 1797 году построена каменная церковь Покрова.
Усадьба Вакселей считалась одной из лучших на Смоленщине. Граф Карл Нессельроде, останавливавшийся в усадьбе в 1812 году, писал:
Мы помещены здесь в чудном замке, принадлежащем Вакселю; комнаты великолепны, как и оранжерея. Сады по старому устройству, и все здесь так не вяжется с войною...
В этом же году во время Отечественной войны в Засижье был расположен штаб наполеоновского маршала Мюрата. Известна картина французского художника Ж.В. Адама «Главная квартира вице-короля в Засижье. 1812 год.» Французы, при отступлении разграбили усадьбу и церковь. Усадьбу восстанавливал вернувшийся из заграничного похода сын Василия Вакселя, Александр. Александр Васильевич в 1814-1822 годах был уездным предводителем дворянства. 
После смерти Александра Вакселя в 1835, усадьба перешла во владение его племянницы С. П. Гурьевой. В конце XIX века ей владел Симаков, а в начале XX века и до 1917 года – промышленник почетный гражданин Р. А. Леман. В 1914 все ценности из усадьбы были вывезены в Москву. В 1918 году усадьба национализирована. 
Главный дом усадьбы сгорел в 1920 году. Также утрачена Покровская церковь. От усадьбы сохранился двухэтажный дом управляющего, построенный в стиле классицизма, частично разрушенная водонапорная башня и руины хозяйственных построек. Сохранился усадебный парк из смешанных пород деревьев с элементами регулярной и пейзажной планировки. 

## Экономика
Дом культуры, средняя школа.

## Достопримечательности
- Обелиск на братской могиле воинов 2420 Советской Армии, погибших в 1941 - 1943 гг.
- Памятное место, где в 1942 г. шли крупные бои 1-й партизанской дивизии с немецко-фашистскими захватчиками.
- Парк усадьбы Засижье конца XVIII – XIX века с элементами регулярной и пейзажной планировки.
- Памятник археологии:
  - Городище 1-го тысячелетия до н.э. на территории парка.